# Păușești-Măglași
Păușești-Măglași – wieś w Rumunii, w okręgu Vâlcea, w gminie Păușești-Măglași. W 2011 roku liczyła 810 mieszkańców.